# Càncer de vesícula biliar
El càncer de vesícula biliar o càncer de bufeta biliar és un càncer relativament poc freqüent afectant la vesícula biliar, amb una incidència de menys de 2 casos per cada 100.000 persones a l'any als Estats Units. És particularment comú a Amèrica central i del sud, Europa central i oriental, Japó i nord de l'Índia; també és freqüent en certs grups ètnics, p. hispans i indis nadius americans. Junt amb el colangiocarcinoma, a Girona, la incidència percentual sobre el total de càncers és del 1,0%.
Si es diagnostica prou aviat, es pot curar eliminant la vesícula biliar, part del fetge i els ganglis limfàtics associats. El més freqüent es troba després que es produeixin símptomes com dolor abdominal, icterícia i vòmits, i s'ha estès a altres òrgans com el fetge.
Junt amb el colangiocarcinoma, a Catalunya, les taxes de mortalitat (x 100.000 hab.; i en % sobre el total de càncers per sexe; estandarditzades segons sexe, 2018) són: 1,71 dones; 1,63 homes; 1,68 total; 1,53% en dones; 0,69% en homes.
Es tracta d'un càncer rar que es creu que es relaciona amb la creació de càlculs biliars, que també pot conduir a la calcificació de la vesícula biliar, una malaltia coneguda com a vesícula de porcellana. La vesícula biliar de porcellana també és rara. Alguns estudis indiquen que les persones amb vesícula biliar de porcellana tenen un risc elevat de desenvolupar càncer de vesícula biliar, però altres estudis ho qüestionen. Les perspectives són pobres per a la recuperació si es troba el càncer després de començar els símptomes, amb una taxa de supervivència als cinc anys propera al 3%.